# Forêt nationale de Modoc
La forêt nationale Modoc (anglais : Modoc National Forest) est une forêt fédérale protégée de Californie.

## Géographie
Elle s'étend sur les comtés de Modoc (82,9% of acreage), Lassen (9,4 %), and Siskiyou (7,7 %). La plupart de la forêt fut recouverte d'une immense coulée de lave il y a plusieurs millions d'années. 
La partie orientale à l'est d'Alturas contient une saillie de la chaîne des Cascades au nord : les Warner Mountains. Celles-ci dénivellent abruptement sur le flanc est alors que le flanc ouest est moins raide.

## Écologie

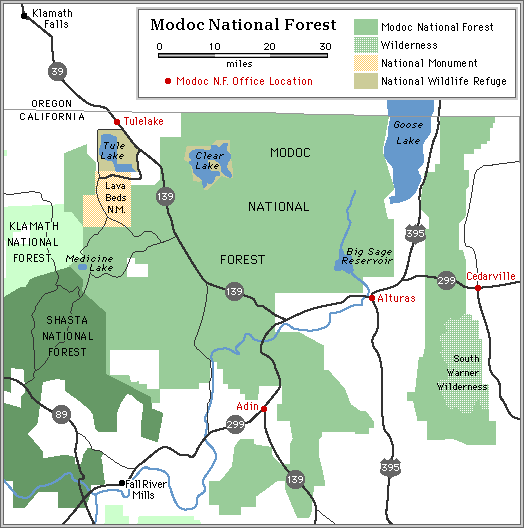
Carte de la forêt.

Dû aux variations d'élévation et de précipitation, la forêt héberge une flore très variée. La partie ouest de bas broussailleux consiste majoritairement de purshie et de cercocarpe à feuilles ondulées. À mesure que l'on monte, des forêts de pin ponderosa, chêne blanc, chêne rouge, cèdre à encens et de tremble laissent place aux pins tordus et argentés éparpillés jusqu'au sommet. 176 km2 de la forêt ont été identifiés comme anciens.

## Histoire
La Modoc Forest Reserve fut créée le 29 novembre 1904 par le General Land Office, baptisé en l'honneur des Modocs qui occupaient jadis cet endroit. Les forêts fédérales furent transférées en 1905 au Service des forêts des États-Unis et devinrent forêts nationales le 4 mars 1907.

## Gestion
Le siège se trouve à Alturas. Des bureaux de districts de rangers se trouvent à Adin, Alturas, Cedarville et Tulelake.